# Эльзенц
Эльзенц (нем. Elsenz) — река в Германии, протекает по земле Баден-Вюртемберг. Левый приток Неккара.
Река берёт начало у одноимённой деревни Эльзенц. Сперва течёт в юго-восточном направлении, у города Эппинген поворачивает на север. Впадает в Неккар в черте города Неккаргемюнд.
Длина реки — 54,3 км, площадь водосборного бассейна — 543,1 км². Высота истока составляет 237 м, высота устья — 111,7 м.